# سيلك سبيغلبيرغ
سيلك سبيغلبيرغ (مواليد 17 مارس 1986) هي لاعبة قفز بالزانة ألمانية، شاركت في أولمبياد 2004، 2008 و2012.

## وصلات خارجية
- سيلك سبيغلبيرغ على موقع الاتحاد الدولي لألعاب القوى (الإنجليزية)
- سيلك سبيغلبيرغ على موقع الاتحاد الأوروبي لألعاب القوى (الإنجليزية)
- سيلك سبيغلبيرغ على موقع الاتحاد الألماني لألعاب القوى (الألمانية)
- سيلك سبيغلبيرغ على موقع الدوري الماسي (الإنجليزية)
- سيلك سبيغلبيرغ على موقع اللجنة الأولمبية الدولية (الإنجليزية)
- سيلك سبيغلبيرغ على موقع أوليمبيديا (الإنجليزية)
- سيلك سبيغلبيرغ على موقع اللجنة الأولمبية الألمانية (الألمانية)